# Pyropteron (Synansphecia) aistleitneri
Pyropteron (Synansphecia) aistleitneri is een vlinder uit de familie wespvlinders (Sesiidae), onderfamilie Sesiinae.
Pyropteron (Synansphecia) aistleitneri is voor het eerst wetenschappelijk beschreven door Špatenka in 1992. De soort komt voor in het Palearctisch gebied.